# Список саундтреков из телесериала «Тайны Смолвиля»
Здесь представлен список саундтреков к американскому научно-фантастическому телевизионному сериалу «Тайны Смолвиля». За время показа сериала было выпущено три официальных альбома:
- «The Talon Mix»;
- «Metropolis Mix»;
- «Score from Complete Series».

## The Talon Mix
Главную тему телесериала, композицию «Save Me» из начальных титров, исполняет рок-группа «Remy Zero».
1. «Save Me» — Remy Zero (4:01)
2. «Inside Out» — VonRay (3:38)
3. «Island In the Sun» — Weezer (3:21)
4. «Superman» — Five For Fighting (3:41)
5. «Nuclear» — Ryan Adams (3:25)
6. «Lonely Day» — Phantom Planet (3:45)
7. «Fight Test» — The Flaming Lips (3:54)
8. «Don’t Dream It’s Over» — Sixpence None The Richer (4:01)
9. «Wave Goodbye» — Steadman (4:02)
10. «I Just Wanna Be Loved» — AM Radio (3:57)
11. «Everything» — Lifehouse (6:08)
12. «Time After Time» — Eva Cassidy (3:58)

На диске с песнями также находился ряд дополнительных материалов:
- Доступ к компьютерной версии распроданного комикса «Тайны Смолвиля».
- Превью из романов по мотивам сериала от издательств «Little, Brown and Company» и «Warner Books».
- Интерактивная карта Смолвиля, на которой отмечены такие места, как особняк Люторов, кафе «Тэйлон», ферма Кентов и прочее.
- Музыкальные видео «Inside Out» от Watch VonRay и «Perfect Memory» от Remy Zero.
- Одна из трёх коллекционных карточек в каждой упаковке: Лана, Лекс и Кларк.

## Metropolis Mix
Второй альбом, в основном, содержит песни, звучавшие в четвёртом и пятом сезонах сериала:
1. «Forget It» — Breaking Benjamin (3:36)
2. «Precious» — Depeche Mode (4:10)
3. «You and Me» (Wedding Version)" — Lifehouse (5:15)
4. «Superman» — Stereophonics (5:07)
5. «Dirty Little Secret» — All-American Rejects (3:13)
6. «Almost Honest» — Josh Kelley (3:19)
7. «All the Money or the Simple Life Honey (Remix)» — The Dandy Warhols (3:30)
8. «Cold Hands» («Warm Heart») — Brendan Benson (3:23)
9. «The Girl’s Attractive» — Diamond Nights (3:14)
10. «I’m a Human» — Flashlight Brown (3:25)
11. «Wicked Game» — H.I.M. (4:04)
12. «Other Side of the World» — KT Tunstall (3:34)
13. «Hungry Heart» — Minnie Driver (4:08)
14. «Feels Like Today» — Rascal Flatts (3:21)

Существует две версии обложки к альбому — на второй также изображён силуэт фермы Кентов, разделённой с городом Метрополис логотипом сериала — надписью «Smallville».

## Score from the Complete Series
Всю инструментальную музыку первых шести сезонов, включая темы из финальных титров, написал американский композитор Марк Сноу, известный своими работами на телевидении («Секретные материалы», «Холм одного дерева», «Её звали Никита» и другими). Начиная с седьмого сезона и вплоть до окончания сериала композитором проекта был Луи Фибре.
1. «Grow Up Superboy» (01:43)
2. «Webmaster» (01:10)
3. «The Setup» (03:15)
4. «Where Am I» (02:41)
5. «Burn Baby Burn» (03:31)
6. «Freaks» (05:18)
7. «The Final Stone» (04:09)
8. «Their Only Poison» (02:12)
9. «Demon Dad» (03:03)
10. «Crash Landing» (04:16)
11. «Rigged to Blow» (03:03)
12. «Green Arrow» (01:43)
13. «Defeating Bizarro» (02:42)
14. «The Fortress Falls» (01:38)
15. «Lois’ Waltz» (02:04)
16. «Zatanna» (02:02)
17. «In the Rain» (01:18)
18. «Pandora’s Kiss» (01:01)
19. «A Hall of Heroes» (02:27)
20. «Supergirl Arrives» (0:53)
21. «Clark Tells Lois» (02:30)
22. «The Proposal» (03:47)
23. «To Fly» (01:54)
24. «Disguise Needed» (03:31)
25. «A Lemur In the Room» (01:19)
26. «Booster Gold» (01:50)
27. «Zod’s Demise» (02:09)
28. «Trials» (03:09)